# هایکو ووگل
هایکو ووگل (انگلیسی: Heiko Vogel؛ زادهٔ ۲۱ نوامبر ۱۹۷۵) بازیکن فوتبال اهل آلمان است.
از باشگاه‌هایی که در آن بازی کرده‌است می‌توان به باشگاه فوتبال بایرن مونیخ ۲ اشاره کرد.